# Massili
I Massili (in latino Massyli; in greco antico: Μασσύλιοι, Massylioi; in tamazight ⵉⵎⴰⵙⵉⵍⵉⵢⵏ, Imasilien) erano un'antica tribù della parte orientale della Numidia (antica regione dell'Africa nord-occidentale, più o meno corrispondente all'odierna Algeria nord-orientale), che viveva tra il fiume Ampsaga e il dominio della potente Cartagine. Nell'anno 205 a.C. il loro re Massinissa, figlio di re Gaia, venne detronizzato da Siface, capo della tribù dei Massesili, ma fu poi rimesso sul trono dai Romani come ringraziamento per l'aiuto fornito nella fase finale della Seconda guerra punica, soprattutto in occasione della battaglia di Zama, nella quale Scipione Africano sconfisse Annibale, ponendo fine al conflitto. Proprio Massinissa e i suoi Numidi fornirono in seguito a Roma il pretesto per scatenare la Terza guerra punica.
Massinissa si sposò poi con Sofonisba, vedova di Siface, figlia di un generale cartaginese, ,ma la avvelenò la prima notte di nozze per evitare che venisse catturata da Roma. Ebbe tre figli: Micipsa, Gulussa e Mastanabale. 
A Massinissa succedette nel 148 a.C. Micipsa, il quale ebbe due figli: Iempsale e Aderbale. Adottò inoltre il figlio illegittimo di Mastanabale, Giugurta. Secondo la sua volontà, dopo la sua morte nel 118 a.C., i suoi figli avrebbero dovuto regnare insieme, ma Giugurta, per avere il pieno potere, ammazzò i fratelli adottivi. Nella strage rimasero uccisi anche dei commercianti italici che si trovavano lì. Questo spinse Roma a intervenire, muovendo una guerra contro Giugurta, chiamata guerra giugurtina, il quale venne poi sconfitto, sotto il consolato di Gaio Mario. Roma allora mise a capo del regno di Numidia Gauda, fratellastro di Giugurta. 